# Centriolo

Il centriolo è un organulo presente nella maggior parte delle cellule (fanno eccezione ad esempio le cellule muscolari dei Vertebrati), in alcuni funghi, alghe e piante inferiori. È invece assente nelle Tracheofite.

Nella variante base ha struttura cilindrica cava (lunga circa 0,5 micron e larga 0,2) la cui parete è formata da nove triplette di microtubuli, detti microtubulo A (13 protofilamenti), B (10 protofilamenti) e C (10 protofilamenti) incastrati uno nell'altro, ed è dotato di appendici all'estremità distale. È strutturalmente identico ai corpi basali.
I centrioli si trovano in coppia e solitamente sono disposti tra di loro a formare un angolo retto. Assieme ad un materiale elettrondenso che li circonda, chiamato "materiale pericentriolare" (PCM), costituiscono ciò che Theodor Boveri denominò centrosoma, il più importante "centro organizzatore dei microtubuli" (MTOC) della cellula.
Svolgono una funzione essenziale durante la mitosi, in quanto sono coinvolti nell'assemblaggio del fuso mitotico, pur non enucleando direttamente i microtubuli. Questi si sviluppano infatti dalla γ-tubulina presente nella struttura proteica denominata γ-TuRC (γ-Tubulin Ring Complex) e situata nei centrosomi, la cui funzione è costituire il primo anello che fa da base per lo stampo dei microtubuli.
Le coppie di centrioli si differenziano in un centriolo più anziano (madre), vecchio di almeno due cicli cellulari e che è legato al citoscheletro, e uno figlio, che risale almeno al ciclo cellulare precedente. I due sono disposti perpendicolarmente e sono tenuti insieme da un complesso proteico. Durante la fase S i centrioli si duplicano, ma restano uniti in un unico centrosoma. All'inizio della profase le due coppie si separano migrando ai poli opposti della cellula e dando origine a due centrosomi distinti. Il centrosoma si differenzia da altre parti della cellula per essere più denso.